# Plieningen
Plieningen es el distrito municipal más meridional de Stuttgart, estado de Baden-Wurtemberg. Se encuentra a unos 10 km del centro de la ciudad de Stuttgart, en la llanura de Filder. El Castillo de Hohenheim, parte del aeropuerto de Stuttgart y el aparcamiento de la Feria de Stuttgart se encuentran aquí.

## Geografía
Plieningen tiene cinco condados que en conjunto suman una extensión de 1307 hectáreas (13,1 km²).

### Municipios
| N.º | Distrito     | Población (2011) | área                        |
| --- | ------------ | ---------------- | --------------------------- |
| 571 | Asemwald     | 1,525            | 14,2 hectáreas (0,1 km²)    |
| 552 | Chausseefeld | 1,165            | 6,9 hectáreas (0,1 km²)     |
| 581 | Hohenheim    | 575              | 156,3 hectáreas (1,6 km²)   |
| 551 | Plieningen   | 12,512           | 1103,9 hectáreas (11,0 km²) |
| 561 | Steckfeld    | 2,147            | 26,2 hectáreas (0,3 km²)    |

## Historia
Los primeros pobladores de la zona parecen haber sido los romanos, pues una columna romana que representaba a Júpiter fue encontrada en una excavación a lo largo del río Körsch. Los viejos caminos militares Steinernes Kreuz fueron construidos por manos romanas.
En el año 600 d. C., se construyeron los pilares de la Iglesia de San Martín con contrafuertes de madera. En el siglo XII, un tal Hugo de Plieningen tomó la cruz y se unió a la Cuarta cruzada. Su divisa fueron 3 rosas blancas sobre un campo azul, hoy escudo de armas del municipio. 
En 1747, se construyó el Ayuntamiento de la Ciudad Vieja en Mönchhof. Más tarde, en 1770, Carlos Eugenio de Wurtemberg construyó el Castillo de Hohenheim sobre un viejo caserón anterior, en una colina sobre un bosque rodeado de las aguas de un riachuelo. El 1 de abril de 1942, Plieningen y Birkach fueron integrados como distritos de Stuttgart. Cuando en 1956 los distritos de Stuttgart fueron remodelados, Plieningen fue dividido en tres subdistritos: Plieningen, Hohenheim y Steckfeld. En 2001, se establecieron las cinco zonas actuales de Plieningen .

## Lugares de interés

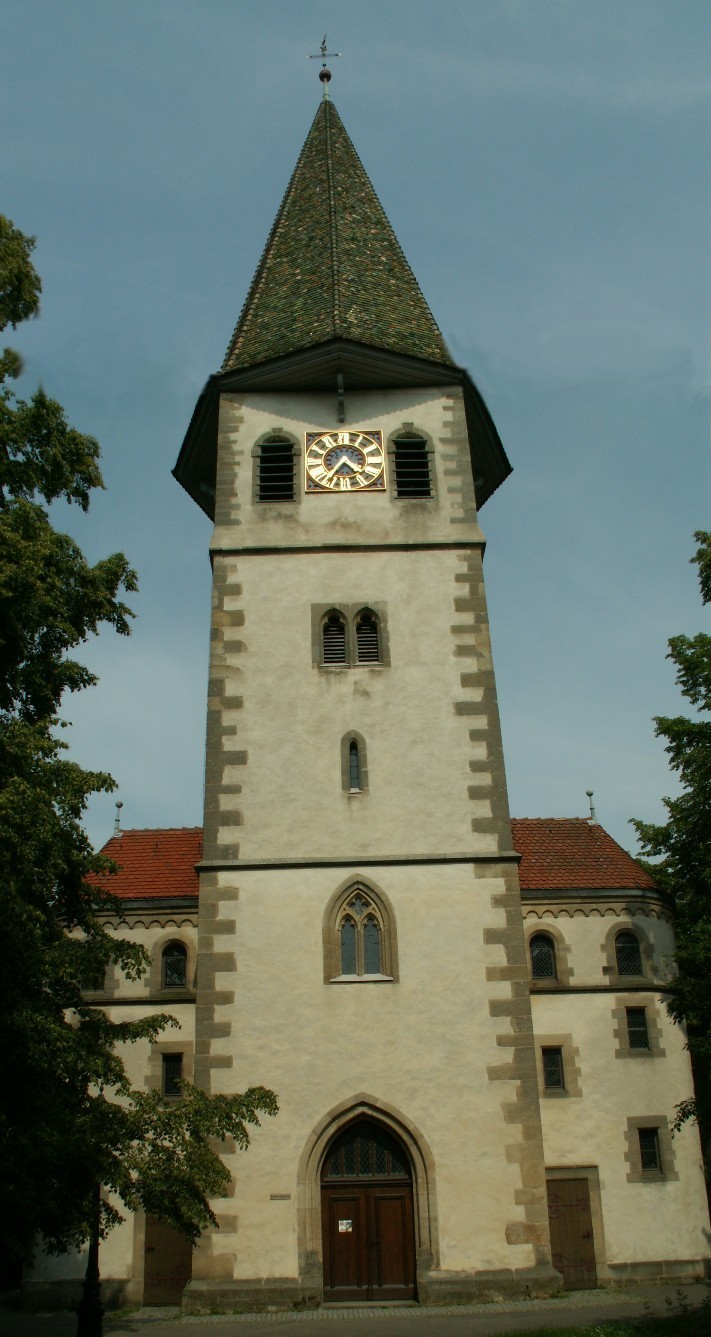
Iglesia de San Martín, Plieningen

- Schloss Hohenheim – Antigua residencia del Carlos Eugenio de Wurtemberg. Cuenta con un museo de zoología.
- Universidad de Hohenheim – Rodeado por el Landesarboretum Baden-Württemberg, el Jardín Botánico de la Universidad de Hohenheim, un Museo de agricultura y un Museo de Historia de Hohenheim.
- Heimatmuseum Plieningen – hasta el año 2009 en el Ayuntamiento de la Ciudad Vieja, desde mayo de 2015 el Zehntscheuer.
- Iglesia de San Martín – Uno de los primeros monumentos de la ciudad, del siglo XII.[2]
- Steinernes Kreuz .
- Mönchhof – Ayuntamiento de la ciudad vieja, hoy museo.
- Körschtal.

## Política
El distrito cuenta con una representación política de 10 miembros. En las últimas elecciones locales de 2014 los resultados fueron:
- CDU: 3
- B90 / Verdes: 3
- SDP: 2
- FDP: 1
- AFD: 1

## Transporte
Dos carreteras conectan Plieningen a Bundesautobahn 8 (Karlsruhe-Múnich), Bundesstraße 27 (Stuttgart-Tubinga), Aeropuerto de Stuttgart, y la Feria Comercial de Stuttgart.
Plieningen es la última parada de la línea U3 en el Stuttgart Stadtbahn (Plieningen – Stuttgart – Vaihingen).

## Deportes
El equipo de fútbol local, Turnverein Plieningen 1873, fundado en 1873, tiene alrededor de 1300 socios.

## Paisanos ilustres
- Helisaeus Roeslin (1545-1616) – Médico, astrólogo y geógrafo.
- Christian Gottlieb Göz (1746-1803) – Pastor en Plieningen y Hohenheim.

Vista de Plieningen (2011). La parroquia de San Martín en el centro.